# El triomf de Tirant
El triomf de Tirant és una òpera en dos actes del compositor valencià Amand Blanquer, sobre un llibret català dels germans Josep Lluís i Rodolf Sirera, basat en la novel·la de cavalleria Tirant lo Blanc, de Joanot Martorell. Fou estrenada al Teatre Principal de València el 7 d'octubre de 1992 sota la direcció musical de Manuel Galduf.
El tema principal de l'òpera és el binomi mort-immortalitat, entesa la darrera com la conseqüència de la fama universal. Segons el mateix Amand Blanquer, en aquesta ocasió concebé la seua música al servei del text i de la concepció dramàtica, servint-se de «les diverses tendències artístiques que avui dia existeixen per a compondre una partitura que, en junt amb la posada en escena, siga intel·ligible per a l'espectador, però sense fer concessions».

## Sinopsi

### Acte I
- Quadre primer : La mort. Muralles d'Adrianòpolis. Dues sentinelles creuen veure una ombra fantasmal sobre les muralles. Tirant lo Blanc entra en escena, desconcertat i vacil·lant. L'espectre se li presenta: es tracta del seu vell tutor, Guillem de Vàroic, qui li recorda que en la seua joventut l'heroi s'estimà més prendre el camí perillós de la cavalleria errant en lloc d'una vida llarga i tranquil·la com la dels comuns mortals. Aquesta elecció té un preu, que Guillem ve a reclamar-li, perquè tot i que Tirant no hi és conscient, està mort. Per a mostrar-li-ho, Guillem el porta davant del seu cadàver. Aleshores apareixen tres personatges que simbolitzen les tres etapes de l'accés de l'heroi a la Glòria: Agnès, que representa la cavalleria errant, l'Emperador, imatge de la defensa de la Fe, i Carmesina, la de l'Amor, els temes que seran glossats en els quadres següents de l'òpera. Tirant es nega a acceptar la seua mort, però llavors hi apareix un àngel fúnebre i li recorda que, per a accedir a la Fama, cal sotmetre's inevitablement a la mort.
- Quadre segon : Flor de Cavalleria. Hom celebra una festa al palau de la cort d'Anglaterra. Les dames i els cavallers dansen i celebren la pau retrobada. El rei d'Armes, Clarós de Clarença, interromp la festa per anunciar que el cavaller Tirant lo Blanc, vencedor de tornejos, ha estat ofès pel senyor de Vilesermes, i que s'hi enfrontaran en combat singular. Havent albirat a les mans de Tirant una agulla d'Agnès, la seua amant, Vilesermes ha ofès el cavaller, reprotxant-li haver estat descortès, i l'ha reptat a un duel. Diafebus, la governanta, els cavallers i les dames guaiten el combat des d'una finestra i el van comentant a Agnès, qui refusa mirar-hi. Finalment, els dos cavallers cauen a terra, aparentment morts. Agnès es llança sobre els cossos i descobreix que Tirant encara viu. Es consola de la pèrdua del seu amant pensant en el coratge del seu pretendent. Llavors es presenta el rei d'Anglaterra i ret homenatge al valor de Tirant. Agnès i Guillem li recorden que el seu primer vot ha estat realitzat.

### Acte II
- Quadre primer : Defensor de la Cristiandat. Tirant, Diafebus i llurs homes conquesten Constantinoble per mar, després de diverses campanyes contra els musulmans. L'Emperador i el Patriarca els reben al moll. Tirant, aclamat per la seua valentia, fa la narració de les principals batalles. La protecció del Déu cristià ha fet possible la victòria sobre els infidels, els quals, havent-se rendit a Tirant, professen la seua religió. A la basílica de Santa Sofia se celebra un acte d'acció de gràcies. L'Emperador i Guillem de Vàroic s'hi presenten ara per a palesar la realització del segon dels vots. Carmesina i Tirant es retroben a l'església.
- Quadre segon : Espill d'enamorats. El triomf de Tirant. La cambra de Carmesina. Les dames canten un lai d'amor, que Plaerdemavida conclou de manera burlesca. Carmesina es presenta. Les dames canten les delícies de l'amor carnal. Carmesina les renya, tot i que Plaerdemavida, qui l'ajuda a despullar-se, li descriu la bellesa de Tirant. Aquest, amb la complicitat de la jove serventa, s'ha amagat en un bagul, des d'on contempla la seua estimada prenent el seu bany. Quan la princesa es gita, Tirant s'acosta al seu llit i comença a acariciar-la; Carmesina creu que és la seua governanta qui es lliura a aquestes intimitats. Tirant es descobreix finalment, en el moment en què l'Emperador, alertat pel soroll, acudeix a la cambra de la seua filla. El cavaller fuig per la finestra; però aviat torna, i els joves es declaren el seu amor. Se celebren les seues noces a l'església de Santa Sofia. En aquest moment reapareix Guillem de Vàroic per recordar a Tirant que els seus tres vots han estat executats, i que gaudeix del Nom, del Poder i de la Joia del Cavaller, per la qual cosa l'Àngel Fúnebre ha d'emportar-se'l amb ell, amb gran desesperació de Carmesina. Tirant accepta el seu destí, i tots els presents festegen l'entrada triomfal de l'heroi al regne de la Fama.